# NGC 5971
NGC 5971 é uma galáxia espiral (Sa) localizada na direcção da constelação de Draco. Possui uma declinação de +56° 27' 43" e uma ascensão recta de 15 horas, 35 minutos e 36,9 segundos.
A galáxia NGC 5971 foi descoberta em 5 de Agosto de 1885 por Lewis A. Swift.